# Јужни Саскачеван (река)
Јужни Саскачеван (енгл. South Saskatchewan River) је река у Канади која протиче кроз јужне делове провинција Алберта и Саскачеван.
Јужни Саскачеван настаје спајањем река Олдмен и Боу код села Граси Лејк у Алберти, а обе реке долазе из глечера са Стеновитих планина. Спаја се са Северним Саскачеваном на неких 40 км источно од града Принц Алберт на 380 метара надморске висине градећи реку Велики Саскачеван. Дужина тока је 805 км, а од извора Боуа до ушћа износи 1.392 км. Укупна површина сливног подручја је 146.100 км², од чега 1.800 км² слива се налази на територији америчке савезне државе Монтана. Највећа притока је река Ред Дир која се спаја са Јужним Саскачеваном на неких 16 км од границе између Алберте и Саскачевана. Просечан пад је 0,4 м/км тока.
У доњем делу тока река јако меандрира и у том делу бројна су реликтна језера типа мртваја. На реци и њеним притокама саграђене су бројне бране и хидроелектране. Услед интензивног искориштавања њених вода за потребе индустрије и пољопривреде те за производњу електричне енергије дошло је до смањења количине воде у реци за чак 70% услед чега су се дуж њених обала формирали бројни пешчани спрудови и мала језерца.
Река се током зимског дела године у целости смрзава, а топљење леда и бројне санте које су плутале по површини у прошлости су причињавали велике штете насељима дуж обала. Проблем је решен градњом бране Гардинер 1967. Брана се састоји из два дела. Један део представља устава на Јужном Саскачевану а други мањи део на реци Капел (притока Асинибојна) чиме је створено велико вештачко језеро Дифенбејкер. На овај начин спојени су токови две реке а вишак воде из Саскачевана се одводи ка Капелу.
Од већих градова на њеним обалама леже Саскатун и Медисин Хет.